# Дюсембаев, Кадралы
Кадралы́ Дюсемба́ев (1916, Акмолинский уезд, Степное генерал-губернаторство, Российская империя — 03.12.1978, село КазЦИК, Шортандинский район, Целиноградская область, Казахская ССР) — тракторист совхоза имени КазЦИКа Шортандинского района Целиноградской области, Казахская ССР. Герой Социалистического Труда (1967).

## Биография
Родился в 1916 году в крестьянской семье в одном из сельских населённых пунктов Акмолинского уезда. С 1930 года — рабочий совхоза «Колутонский» (с 1933 года — совхоз имени КазЦИКа) Сталинского района (с 1939 года — Шортадинский район). После окончания курсов механизации трудился трактористом, комбайнёром в этом же совхозе. В 1943 году выезжал в Краснодарский край, где после освобождения края помогал проведению посевной.
Ежегодно показывал высокие трудовые результаты. За 1963—1965 годы выработал на тракторе «ДТ-54» 5257 гектаров пахотной земли. Указом Президиума Верховного Совета СССР от 19 апреля 1967 года удостоен звания Героя Социалистического Труда за «достигнутые успехи в увеличении производства и заготовок зерна в 1966 году» с вручением ордена Ленина и золотой медали «Серп и Молот» (№ 14937).
После выхода на пенсию проживал в селе КазЦИК (позднее — Советское, с 1998 года — Бектау) Шортандинского района.
Награды
- Герой Социалистического Труда
- Орден Ленина
- Орден «Знак Почёта» (13.12.1972)
- Медаль «За трудовое отличие» (11.01.1957)